# Őskori polinéziai navigáció

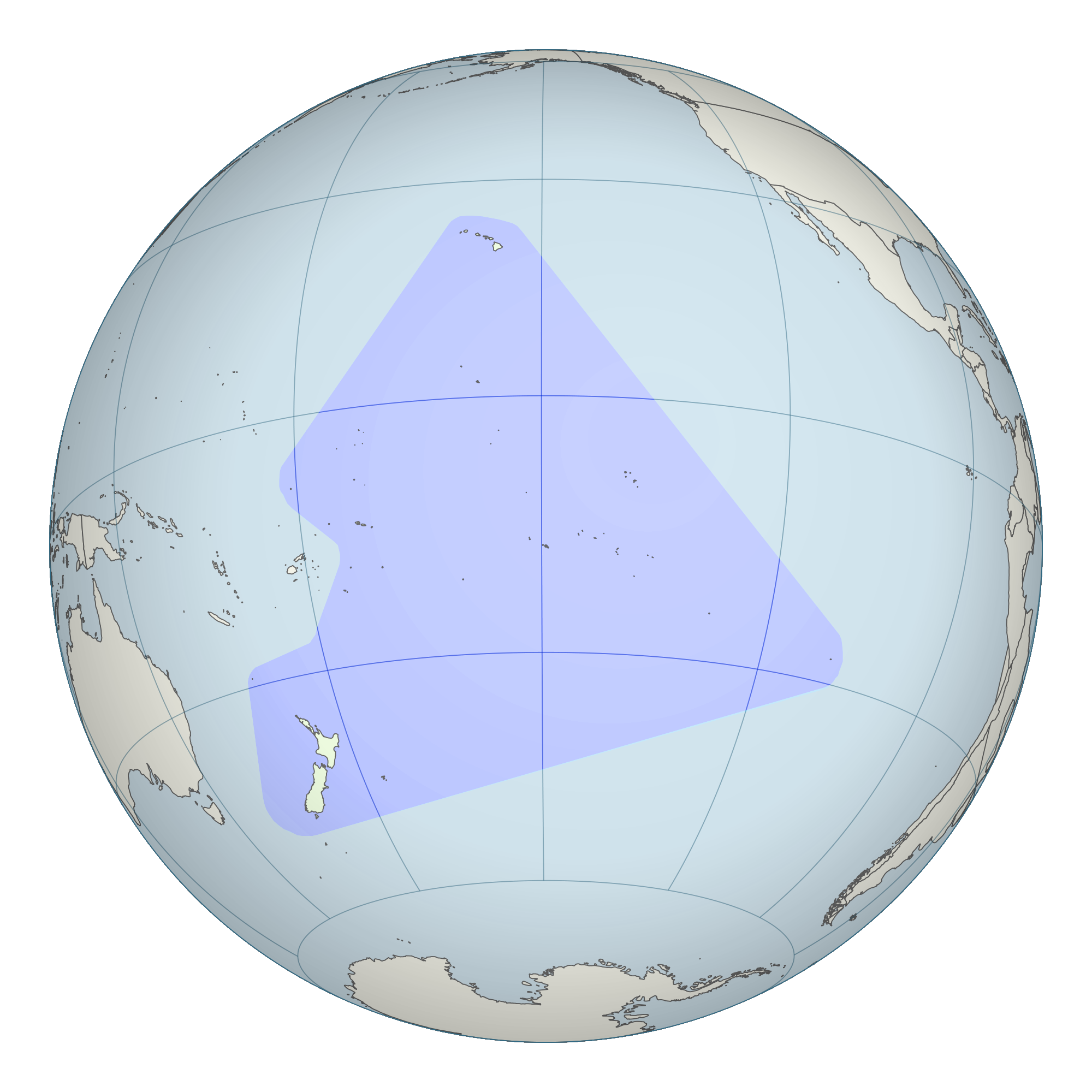
Polinézia kiterjedése

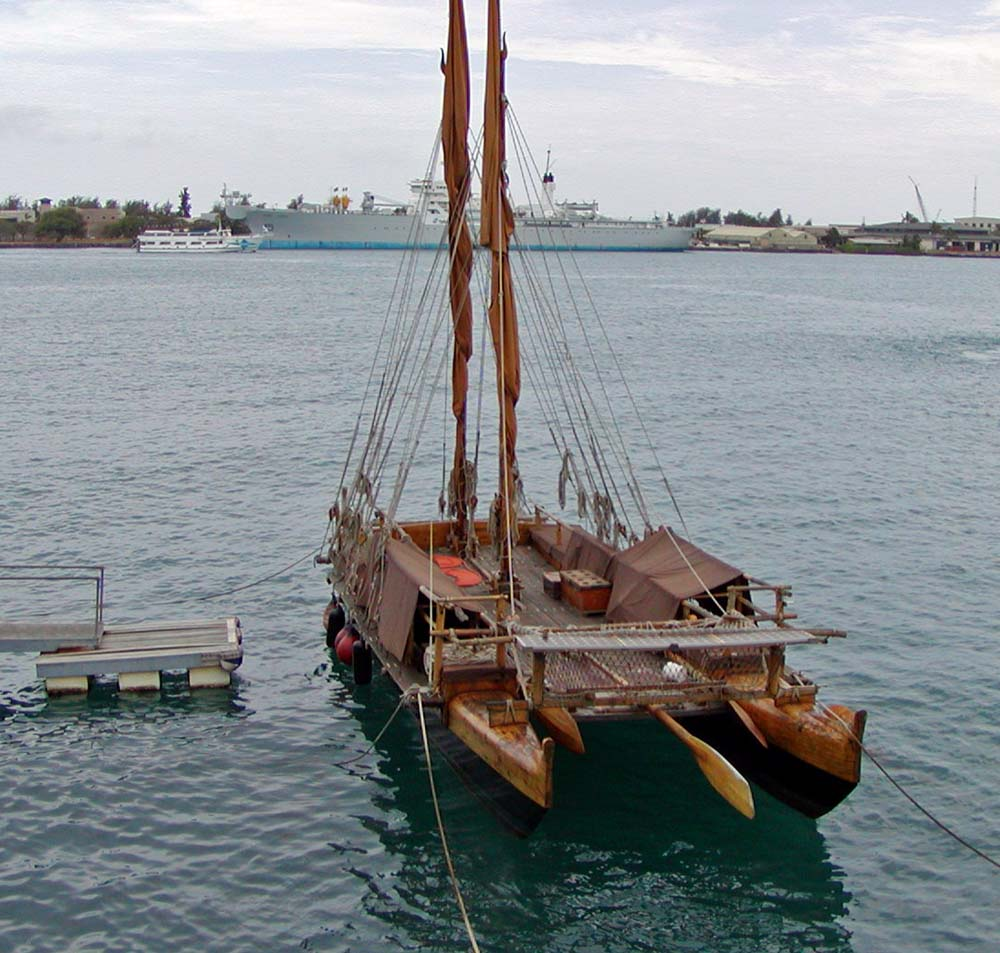
Hagyományos, kéttörzsű polinéz hajó modern rekonstrukciója

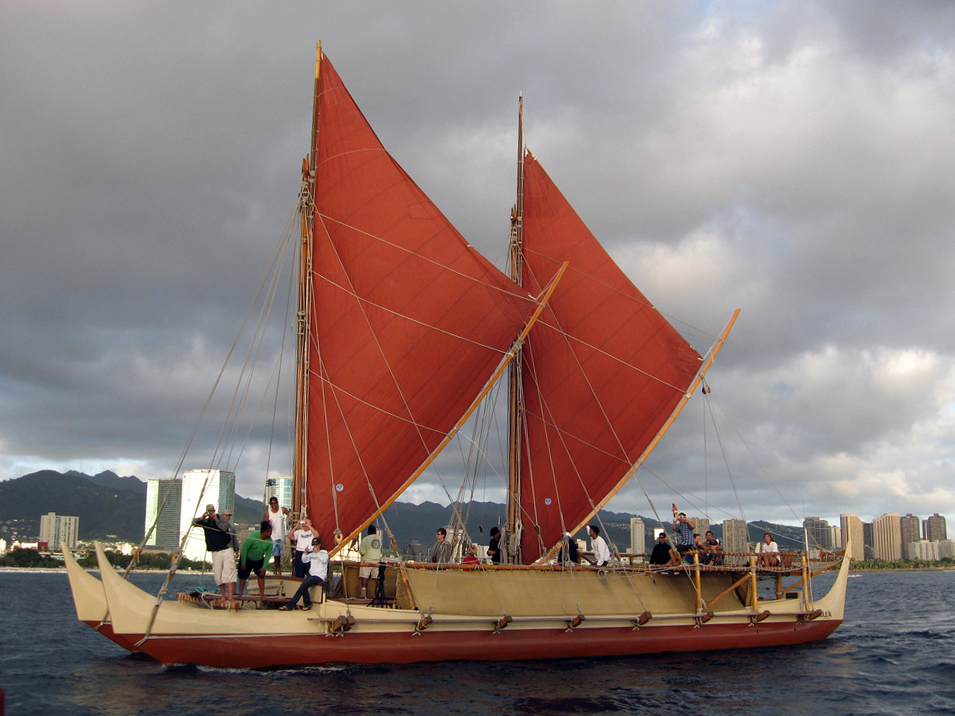
Polinéz hajó modern rekonstrukciója (2009)

A Csendes-óceán olyan hatalmas, hogy a Föld felszínének egyharmadát beborítja és nagyobb, mint a szárazföldek összes területe. Amikor James Cook a 18. században az első tudományos expedíciót vezette ide, megdöbbentette az a felismerés, hogy apró és egymástól több ezer km-re lévő szigetek nem csak lakottak, hanem lakói gyakorlatilag ugyanazt a nyelvet beszélik.
Ha a Polinéziának nevezett területet a Föld más helyszínére mozgatnánk, benne lenne London, Vlagyivosztok és India déli csücske is.
Mikronézia és Melanézia szigetei, amik a Csendes-óceán nyugati felén vannak, közelebb helyezkednek el Ázsiához, szintén lakottak voltak az európaiak érkezése előtt is, bár lakói a többi polinéziai sziget lakóitól eltérő etnikai és nyelvi csoportba tartoztak.
Amikor Ferdinand Magellan 1520-ban Dél-Amerikából elindult nyugatra az ismeretlen óceánba és a Fülöp-szigetekhez érkezett négy hónap elteltével az éhenhalás szélén álló legénységével, az európaiaknak már tudomásuk volt róla, hogy „létezik egy óceán, ami olyan hatalmas, hogy az emberi elme alig tudja felfogni” (Beaglehole 1974, p. 109). Ez Magellán egyik krónikájában is szerepel.
Ha mintegy 250 évvel Cook expedíciója előtt egy-egy kereskedelmi hajó egy csendes-óceáni szigetre bukkant, a hajósok meglepetésére a sziget többnyire lakott volt és viszonylag nagy létszámú közösség élt rajta. Mivel az európaiak csak akkoriban kezdtek olyan hajókat építeni, amik képesek voltak ilyen nagy távolságokat megtenni, nem értették, hogyan tették meg ugyanazt a távolságot az őskori technikai színvonalon élő „vademberek” a saját, jóval kisebb hajóikon, ráadásul navigációs eszközök és térképek nélkül.
A navigátoroknak ismerniük kellett a helyet, ahova menni akartak és ahova más embereket vittek. A kommunikáció fenntartásához ugyanazt a helyet többször fel kellett keresniük. Tengerjáró kenuik általában kéttörzsűek voltak, vagy legalábbis távtartó rudakkal rendelkeztek. Vitorláikat csavarpálma leveleiből fonták (kákához hasonló növény). A vitorlázatot kókuszról lefejtett szálakból készítették. A polinéziaiak hajóinak vitorlái jellegzetesek, rendszerint a rákok karmához hasonló alakúak voltak, ami szélesebb a csúcsán, mint a tövénél. Ez lehetővé tette, hogy a legkisebb légmozgást is hasznosítsák és folyamatosan mozgásban legyenek és ugyanakkor a vitorla erős szélben is használható volt.
Mindezek ellenére a hosszabb utak így is hetekig tartottak. Az 1960-as években komoly ötletként felmerült, hogy a Csendes-óceán benépesítése véletlenszerűen és nem előzetes ismeretek alapján történt. Ez azonban több kérdést is felvetett: például miért hagytak volna el egy biztonságos, lakható szigetet, hogy az ismeretlenbe hajózzanak, a hajóikon az összes vagyontárgyukkal és szeretteikkel (ráadásul ha erre semmi sem kényszerítette őket)? Az utazóknak nyilván nagy százaléka pusztult volna el a végtelen tengeren így, figyelembe véve a hajók korlátozott teherbírását (elsősorban az ivóvíz, másodsorban az élelmiszer szállítása korlátokba ütközött). A véletlenszerű elterjedés elmélete végleg parkolópályára került, amikor az 1970-es években megépítették a Hōkūleʻa nevű kenut hagyományos polinéziai módszerekkel. A hajó annyira autentikus, amennyire az lehetséges volt. Iránytű és más, modern eszközök nélkül 1975 és 2000 között több sikeres utat tett meg Polinézia legtávolabbi pontjai között.
Polinézia a Hawaii-szigetektől északon, az Új-Zélandi Aotearoa-szigetekig terjed nyugaton és az apró, magányos Rapa Nui szigetig (Húsvét-sziget) keleten.
Azt az elképzelést, hogy Polinéziát a Dél-Amerikából indult emberek hódították meg, Thor Heyerdahl norvég felfedező népszerűsítette az 1950-es években, miután egy balsafa-tutajon, a Kon Tikin sikeresen eljutott Peruból a Tuamotus-szigetig. Ezt azonban régészeti és nyelvészeti bizonyítékok teljes mértékben cáfolják. A jelenleg elfogadott tudományos elképzelés az, hogy Polinéziát Délkelet-Ázsia lakói népesítették be.
I.e. 2000 körüli időkből jellegzetes fazekasság maradt fent olyan távoli helyeken, mint Melanézia szigetei, valamint Tonga, Szamoa és Fidzsi szigeteken. A Csendes-óceán közepe táján kifejlesztett stílus kelet felé terjedt, a Társaság-szigetek, Marquises-szigetek és Tuamotu felé. Az időszak pontatlan, de a Társaság-szigeteket és Marquesas-t i.sz. 0 körül érték el Hawaii és Rapa Nui i.sz. 400 körül lett meghódítva, Aotearoa i.sz 900 körül.
Egy nyitott kérdés maradt: egyes háziállatok és olyan alapvető élelmiszerek (amiket a polinéziaiak sok szigeten elterjesztettek), mint az édesburgonya, az Andokból származtak. Nevetséges lenne, ha azt feltételeznénk, hogy meglehetősen korán, egyszeri alkalommal valakik átszelték a Csendes-óceánt egy kenuval Polinézia közepe tájáról elindulva, és véletlenül Dél-Amerikában kötöttek ki, ahol az alapvető élelmiszereket összeszedték, majd sikeresen visszatértek kiindulási helyükre. Jogos a feltételezés, hogy ez hosszabb időszak alatt, többszöri alkalommal ment végbe.
Az európaiak érkezése után sok, szájhagyomány útján továbbadott ismeretet lejegyeztek, ami a polinéziai tengeri navigációra vonatkozott. A navigátorok különleges helyzetben voltak a törzseken belül. Az egyik legnevezetesebb navigátor név szerint is ismert, mert Cook az Endeavour nevű hajója első útján találkozott vele, ő a Tahitiról származó Tupaia volt. Tupaia meg tudta nevezni közép-Polinézia számos szigetét, meglehetős pontossággal előre meg tudta adni azok irányát és távolságát. Cook ezeket az ismereteket a gyakorlatban is tesztelte és helyességüket igazolni tudta, amikor Tupaia vele utazott az Endeavour fedélzetén.
Töredékes tudásunk a polinéziai és mikronéziai tengeri navigációs technikákról néprajzkutatók közvetítésével vált ismertté, továbbá az olyan elszántak beszámolói alapján, akik ezeket a hagyományos technikákat felkutatták, elsajátították és a gyakorlatban kipróbálták. Az információk megszerzése nem volt könnyű, mivel a navigációs tudás gyakran szentnek számított, amit csak beavatottak ismerhettek. A navigátorokat egész Óceániában tisztelték és becsülték, társadalmilag magas pozíciót foglaltak el.
A navigációban a csillagászati ismeretek kulcsszerepet játszottak. Nappal a Nap, a szelek iránya, a tengeri áramlatok és a hullámzás szolgáltattak támpontot a hajósok számára arra vonatkozóan, hogy hol vannak, és milyen irányban, milyen sebességgel haladnak. A horizont mögötti, nem látható sziget jelenlétére a fölötte kialakuló felhő vagy bizonyos madárfajok mozgása utalt. Éjszaka főleg a csillagok alapján tájékozódtak. Közelebbi szigetek eléréséhez elegendő volt bizonyos csillagok kelését vagy lenyugvását ismerni, amik megadták a szükséges irányt. Általános használatra azonban, amikor nagyobb távolságokról volt szó, a navigátornak sok csillag kelési és nyugvási irányát ismernie kellett, ráadásul ezek az irányok az év során változtak. A memorizálás segítésére növényi rostokból térképeket készítettek, amik az áramlatokat és a kulcsfontosságú irányokat mutatták, de ezeket a térképeket csak a parton használták. A navigátor semmiféle eszközt nem vitt magával, a csillagok kelési és nyugvási irányait, elhelyezkedését, a „csillagtérképet”, és az utazás tervezett útvonalát fejben kellett tartania. Ez óriási teljesítmény, ha figyelembe vesszük a hatalmas távolságokat a parányi szigetek között, amik elérése gyakran heteket vagy még hosszabb időt vett igénybe.
Szükséges volt az aktuális földrajzi helyzet ismerete. A nyugati világban, az északi féltekén a földrajzi szélességet a Sarkcsillag horizont fölötti magasságának becslésével határozták meg. Másik módszer volt annak megfigyelése, hogy melyik csillag halad át a zeniten. A földrajzi hosszúság meghatározása sokkal nehezebb volt, ehhez pontos órára volt szükségük.
Az óceániai navigátorok azonban nem a földrajzi szélesség és hosszúság fogalmaival dolgoztak. Ehelyett a fejükben lévő térképen követték a hajójuk által megtett utat (ehhez figyelembe kellett venniük a hajó változó sebességét és haladási irányát, amit az áramlatok és a szelek nagy mértékben befolyásoltak). Gyakorlatilag a hajó által ténylegesen megtett úttal kellett tisztában lenniük.
A Csendes-óceánban elszórtan található, egymástól nagy távolságban lévő szigetek meghódítása ezzel a navigációs módszerrel történt.

## Szakirodalom
- Åkerblom, Kjell: Astronomy and Navigation in Polynesia and Micronesia. Stockholm: Stockholm  Ethnographical Museum, 1968.
- Beaglehole, J. C.: The Life of Captain James Cook. Stanford, CA: Stanford University Press, 1974.
- Chamberlain, Von Del, John Carlson, Jane Young, eds.: Songs from the Sky: Indigenous Astronomical and Cosmological Traditions of the World, p. 336–347. Bognor Regis, UK: Ocarina Books, and College Park, MD: Center for Archaeoastronomy, 2005.
- Finney, Ben: Voyage of Rediscovery. Berkeley: University of California Press, 1994.
- Flenley, John, Paul Bahn: The Enigmas of Easter Island, p. 27–40. Oxford: Oxford University Press,  2002.
- Gladwin, Thomas: East Is a Big Bird: Navigation and Logic on Puluwat Atoll. Cambridge, MA: Harvard University Press, 1970.
- Hodson, F. R., ed.: The Place of Astronomy in the Ancient World, p. 133–148. London: Royal Society, 1976.
- Johnson, Rubellite K., John K. Mahelona: A Catalogue of Hawaiian and Pacific Star Names. Honolulu: Topgallant Press, 1975.
- Kirch, Patrick V.: On the Road of the Winds: An Archaeological History of the Polynesian Islands before European Contact,  p. 238–243. Berkeley: University of California Press, 2000.
- Lewis, David: We the Navigators (2nd ed.). Honolulu: University of Hawaii Press, 1994.
- Makemson, Maud: The Morning Star Rises: An Account of Polynesian Astronomy. New Haven: Yale University Press, 1941.
- Selin, Helaine, ed.: Astronomy across Cultures, p. 100–113. Dordrecht, Neth.: Kluwer, 2000.
- Woodward, David, G. Malcolm Lewis, eds.: The History of Cartography, Volume Two, Book Three: Cartography in the Traditional African, American, Arctic, Australian, and Pacific Societies, p. 443–492. Chicago: University of Chicago Press, 1998.